# Зуммер
Зу́ммер (нем. Summer ← summen — жужжать; англ. buzzer), звукоизлучатель — сигнальное устройство, электромеханическое, электронное или пьезоэлектрическое. Применяется:
- в телефонах;
- в телефонии (служил для передачи необходимых акустических сигналов (сигналов информации) абонентам АТС и телефонисткам ручных междугородных телефонных станций);
- в военной телефонии (вместо индуктора);
- в дозиметрах;
- в радиотехнике (при настройке детектора, для различных измерений и т. п.);
- в печатных машинках (служил для подачи звукового сигнала, сообщающего о завершении подготовки или о внезапной остановке машины);
- в различных оповещателях;
- в устройствах сигнализации;
- в электронных часах;
- в бытовой технике;
- в игрушках.

## Звукоизлучатели электромеханические

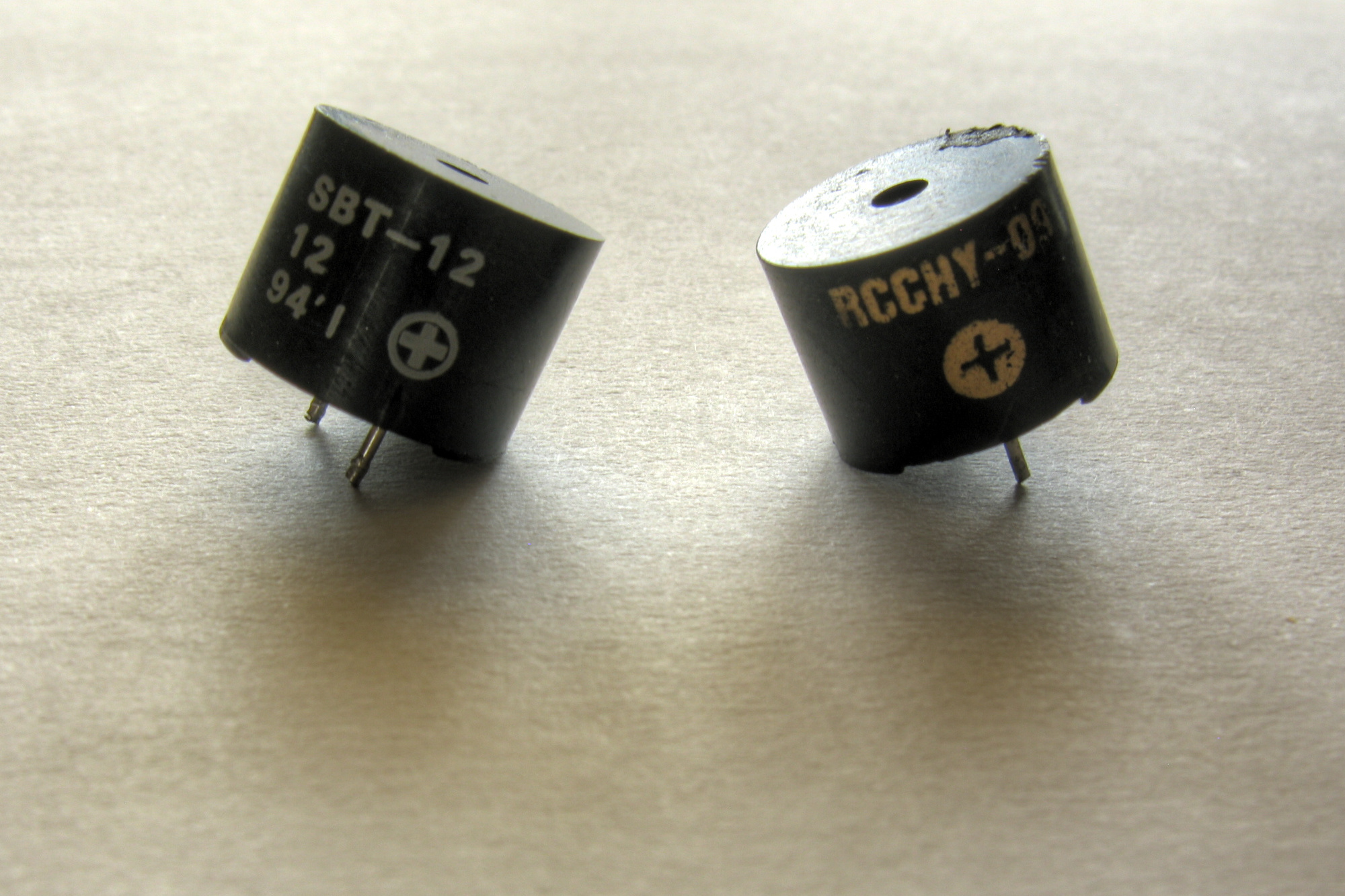
Звукоизлучатели электромеханические

Звукоизлучатель электромеханический представляет собой реле с парой нормально замкнутых контактов (в исходном положении контакты реле замкнуты). Катушка реле и источник тока включаются в электрическую цепь последовательно.
Принцип работы. При появлении тока в цепи катушка реле возбуждает магнитное поле; под действием магнитного поля контакты реле размыкаются. При размыкании контактов реле цепь разрывается, ток перестаёт течь в цепи, магнитное поле исчезает, и под действием пружины контакты реле возвращаются в исходное положение. Контакты реле в исходном положении замыкают цепь — в цепи снова начинает течь ток. При появлении тока в цепи контакты реле снова размыкаются. Процесс размыкания-замыкания повторяется до тех пор, пока в цепь подаётся ток. (Аналогично устроена «катушка Румкорфа»). Колебания якоря реле вызывают колебания воздуха — получается звук, напоминающий жужжание.
Звукоизлучатели релейного типа являются сильными источниками радиопомех (поэтому их широко используют для испытания аппаратуры на помехоустойчивость), а также создают высоковольтные импульсы в цепи питания. Недостатком таких звукоизлучателей является низкая надёжность, вызванная износом механической части, ослаблением пружин. В среднем, звукоизлучатель релейного типа имеет наработку на отказ не более 5000 часов.